# أنجيليكا هيوستن
أنجليكا هيوستن (بالإنجليزية: Anjelica Huston)‏ ممثلة أمريكية وعارضة أزياء سابقة من مواليد 8 يوليو 1951، حاصلة على جائزة الأوسكار 1985 كأفضل ممثلة مساعدة عند دوها في فيلم شرف بريزي، كما حصلت على جائزة الغولدن غلوب 2005 لأفضل ممثلة مساعدة في مسلسل قصير عن دورها في ملائكة جاود الحديدي.

## وصلات خارجية
- أنجيليكا هيوستن على موقع IMDb (الإنجليزية)
- أنجيليكا هيوستن على موقع ميتاكريتيك (الإنجليزية)
- أنجيليكا هيوستن على موقع الموسوعة البريطانية (الإنجليزية)
- أنجيليكا هيوستن على موقع روتن توميتوز (الإنجليزية)
- أنجيليكا هيوستن على موقع مونزينجر (الألمانية)
- أنجيليكا هيوستن على موقع قاعدة بيانات الأفلام العربية
- أنجيليكا هيوستن على موقع ألو سيني (الفرنسية)
- أنجيليكا هيوستن على موقع ميوزك برينز (الإنجليزية)
- أنجيليكا هيوستن على موقع تيرنر كلاسيك موفيز (الإنجليزية)
- أنجيليكا هيوستن على موقع أول موفي (الإنجليزية)
- أنجيليكا هيوستن في قاعدة بيانات أقل من برودواي على الإنترنت